# HNRNPL
HNRNPL‏ (Heterogeneous nuclear ribonucleoprotein L) هوَ بروتين يُشَفر بواسطة جين HNRNPL في الإنسان.